# بيرسي ويلسون
بيرسي ويلسون (بالإنجليزية: Percy Wilson)‏ (و. 1879 – 1944 م) هو أمين متحف، وعالم نبات، من الولايات المتحدة الأمريكية، توفي عن عمر يناهز 65 عاماً.